# 比亚内·彼得森
比亚内·彼得森（挪威語：Bjarne Pettersen，1891年6月8日—1983年12月14日），挪威男子竞技体操运动员。他曾代表挪威获得1912年夏季奥运会体操比赛男子团体自由式金牌。他于1983年在波什格伦去世。